# Чарган
Чарган (болг. Чарган) — село в Болгарии. Находится в Ямболской области, входит в общину Тунджа. Население составляет 577 человек.

## Политическая ситуация
В местном кметстве Чарган, в состав которого входит Чарган, должность кмета (старосты) исполняет Димитр  Великов Чобанов (коалиция в составе 5 партий: Граждане за европейское развитие Болгарии (ГЕРБ), Демократы за сильную Болгарию (ДСБ), Земледельческий народный союз (ЗНС), Союз свободной демократии (ССД), Союз демократических сил (СДС)) по результатам выборов правления кметства.
Кмет (мэр) общины Тунджа — Георги Стоянов Георгиев (коалиция в составе 2 партий: Болгарская социалистическая партия (БСП) и Болгарская социал-демократия (БСД)) по результатам выборов в правление общины.